# 五十鈴丘站
五十鈴丘站（日语：／ Isuzugaoka eki */?）是位於三重縣伊勢市黑瀨町，東海旅客鐵道（JR東海）的參宮線車站。
在快速「三重」中，伊勢市至鳥羽之間各站停車的列車（上午的上行班次和黃昏以後的班次）會停靠此站。

## 歷史
- 1963年（昭和38年）4月1日 - 參宮線伊勢市至二見浦之間開設此站[1]。
- 1987年（昭和62年）4月1日 - 伴隨國鐵分割民營化，車站由東海旅客鐵道（JR東海）營運[1]。

## 車站構造
車站是一座地面車站，設有1面1線的單式月台。
此站是由伊勢市站管理的無人車站，沒有車站大樓，只有候車室。

## 利用狀況
根據「三重縣統計書」，以下為1日平均乘車人次列表：
| 年度   | 1日平均 乘車人次 |
| ------ | ---------------- |
| 1998年 | 262              |
| 1999年 | 251              |
| 2000年 | 244              |
| 2001年 | 253              |
| 2002年 | 238              |
| 2003年 | 232              |
| 2004年 | 241              |
| 2005年 | 229              |
| 2006年 | 228              |
| 2007年 | 206              |
| 2008年 | 209              |
| 2009年 | 228              |
| 2010年 | 248              |
| 2011年 | 258              |
| 2012年 | 256              |
| 2013年 | 264              |
| 2014年 | 250              |
| 2015年 | 253              |
| 2016年 | 286              |
| 2017年 | 275              |
| 2018年 | 268              |
| 2019年 | 252              |

## 車站周邊
- 三重縣立宇治山田商業高等學校（日语：三重県立宇治山田商業高等学校）
- 伊勢學園高等學校（日语：伊勢学園高等学校） - 舊稱「伊勢女子高等學校」
- 伊勢市立濱鄉小學（日语：伊勢市立浜郷小学校）
- 濱鄉保育所
- 伊勢Topia（日语：いせトピア）
- 伊勢市倉田山公園棒球場（日语：伊勢市倉田山公園野球場）
- 伊勢市消防總部
- 國道23號（日语：国道23号）
- 加努彌神社（日语：加努弥神社）
- 三重交通（日语：三重交通伊勢営業所）、多謝巴士（日语：伊勢市コミュニティバス） 山商口巴士站

## 相鄰車站
東海旅客鐵道（JR東海）
參宮線
部分快速「三重」停車站
伊勢市－五十鈴丘－二見浦

## 注腳
1. 1 2 3  曾根悟（監修）. 朝日新聞出版分冊百科編集部（編集） , 编. . 週刊朝日百科. 25号 紀勢本線・参宮線・名松線. 朝日新聞出版. 2010-01-10: 24-25 （日语）.
2. ↑  三重県統計書 （页面存档备份，存于） - 三重県

## 外部連結
- 维基共享资源上的相關多媒體資源：五十鈴丘站